# えっちゃんのサンデー・マルシェ
えっちゃんのサンデー・マルシェは、2010年4月11日から2014年3月30日までRKKラジオで日曜午前に放送されていた情報ワイド番組である。

## 概要
県内、県外のお出かけ情報を紹介したり、様々な物産館やイベント会場と電話を繋ぐなど、産地直送型の情報番組。
女子アナ時代から鹿児島を拠点としている宮原恵津子にとっては、出身地・熊本での初のレギュラー番組且つ冠番組となった。

## 出演者

### パーソナリティ
- 宮原恵津子（南日本放送元アナウンサー）

### リポーター（不定期）
何れも元ミミーキャスター
- 加納麻衣[2]
- 又野千紘
- 宮川理佳[3]

等

### その他
- 江越哲也（ディレクター・冒頭での掛け合いのみ）

## 放送時間
- 日曜10:30 - 11:59（2010年4月 - 2012年9月)
- 日曜9:30 - 11:59(2012年10月 - 2014年3月)[4]

不定期に11:30 - 12:00に特別番組が編成され、11:30迄の短縮放送となることがあった。

## タイムテーブル

### 2012年10月改編時

#### 9時台
- 9:35 クイズ！サウンド・マルシェ！
- 9:43頃 旬・旬・物産ショー！[6]

#### 10時台
- 10:00 熊日ニュース
- 10:06 サンマルショッピング
- 10:25頃 お出かけナビ！県内編

#### 11時台
- 11:00 熊日ニュース
- 11:05 お出かけナビ！県外編
- 11:23頃 マルシェ・ボード！
- 11:55頃 サウンド・マルシェの答え合わせ・エンディング

その他随時リポートや行楽情報が入ることも多かった。